# 384533 Tenerelli
384533 Tenerelli è un asteroide della fascia principale. Scoperto nel 2010, presenta un'orbita caratterizzata da un semiasse maggiore pari a 3,0758993 UA e da un'eccentricità di 0,1141923, inclinata di 6,74779° rispetto all'eclittica.